# Dernière Saison (Combalimon)
Pour plus de détails, voir Fiche technique et Distribution.
Dernière Saison (Combalimon) est un documentaire français réalisé par Raphaël Mathié et sorti en 2007.

## Synopsis
Jean Barrès, paysan solitaire installé dans un hameau du Cantal proche de la Lozère, se prépare à prendre sa retraite, se préoccupant avec difficulté de la transmission de son exploitation.

## Fiche technique
- Titre : Dernière Saison (Combalimon)
- Réalisation : Raphaël Mathié
- Photographie : Raphaël Mathié
- Son : Raphaël Mathié
- Montage son : Thomas Robert
- Montage : Benoît Alavoine et Véronique Bruque
- Production : La Luna Productions
- Distribution : Eurozoom
- Pays :  France
- Durée : 85 minutes
- Dates de sortie : 
  - France : mai 2007 (sélection Acid durant le 60e Festival de Cannes)
  - France : 21 janvier 2009 (sortie nationale)

## Distribution
- Jean Barrès
- Cécile Genestier
- Sébastien Pagès

## Sélection
- Festival de Cannes 2007 (programmation de l'ACID)